# Never Forget (Michelle Pfeiffer)
Never Forget è un brano interpretato dall'attrice Michelle Pfeiffer per il film Assassinio sull'Orient Express, inserita come sottofondo dei titoli di coda della pellicola.
Il singolo è stato pubblicato nel dicembre 2017 insieme alla colonna sonora originale del film composta da Patrick Doyle.
Il testo della canzone è stato scritto da Kenneth Branagh, e fa riferimento agli eventi descritti nel film in particolare la perdita della piccola Daisy Armstrong e le ripercussioni di quest'evento sulla nonna, interpretata appunto dalla Pfeiffer. L'arrangimento è stato eseguito sempre da Doyle.